# Morgan Supersport
Morgan Supersport — спортивный автомобиль, производимый с 2025 года британской компанией Morgan Motor Company. Это двухместный родстер с переднемоторной, заднеприводной компоновкой.

## Описание
Осенью 2024 года производитель Morgan объявил, что в 2025 году производство модели Morgan Plus Six будет прекращено. Преемник, получивший название Morgan Supersport, дебютировал в марте 2025 года. В то же время продажи автомобилей были начаты в Великобритании.

## Технические характеристики
Дизайн Supersport является дальнейшим развитием специальной модели Midsummer на базе Plus Six, представленной летом 2024 года. Технически Supersport базируется на платформе CXV. Корпус изготовлен из алюминия вручную. Крыша — жёсткая (из композитного углеродного волокна) или складная (из мохера). В отличие от предшественника (Plus Six), длина увеличена до 4110 мм, ширина — до 1805 мм, а высота — до 1290 мм. Заявленная снаряжённая масса — 1170 кг.
Supersport оснащается рядным шестицилиндровым бензиновым двигателем B58B30 мощностью 250 кВт (340 л. с.) и крутящим моментом 500 Н⋅м. Коробка передач — восьмиступенчатая автоматическая (ZF 8HP). Заявленный разгон от 0 до 60 миль/ч — 3,9 секунды, максимальная скорость — 267 км/ч. Привод — задний.